# Chris Hipkins
Chris Hipkins (Wellington, 1978. szeptember 5. –) új-zélandi politikus, 2023. januárjától a baloldali Új-zélandi Munkáspárt elnöke és Új-Zéland 41. miniszterelnöke.

## Élete
A Wellingtoni Egyetemen tanult.
Hipkins 1996-ban lett a Munkáspárt tagja. 
2020. november 6. és 2022. június 14. között a Covid19-re való reagálásért felelős miniszter volt.